# Aileu (posto administrativo)
O Posto administrativo de Aileu é o maior posto administrativo do município de Aileu, em Timor-Leste, com 320,99 km2, uma população de 24.049 habitantes (2015).

## Sucos

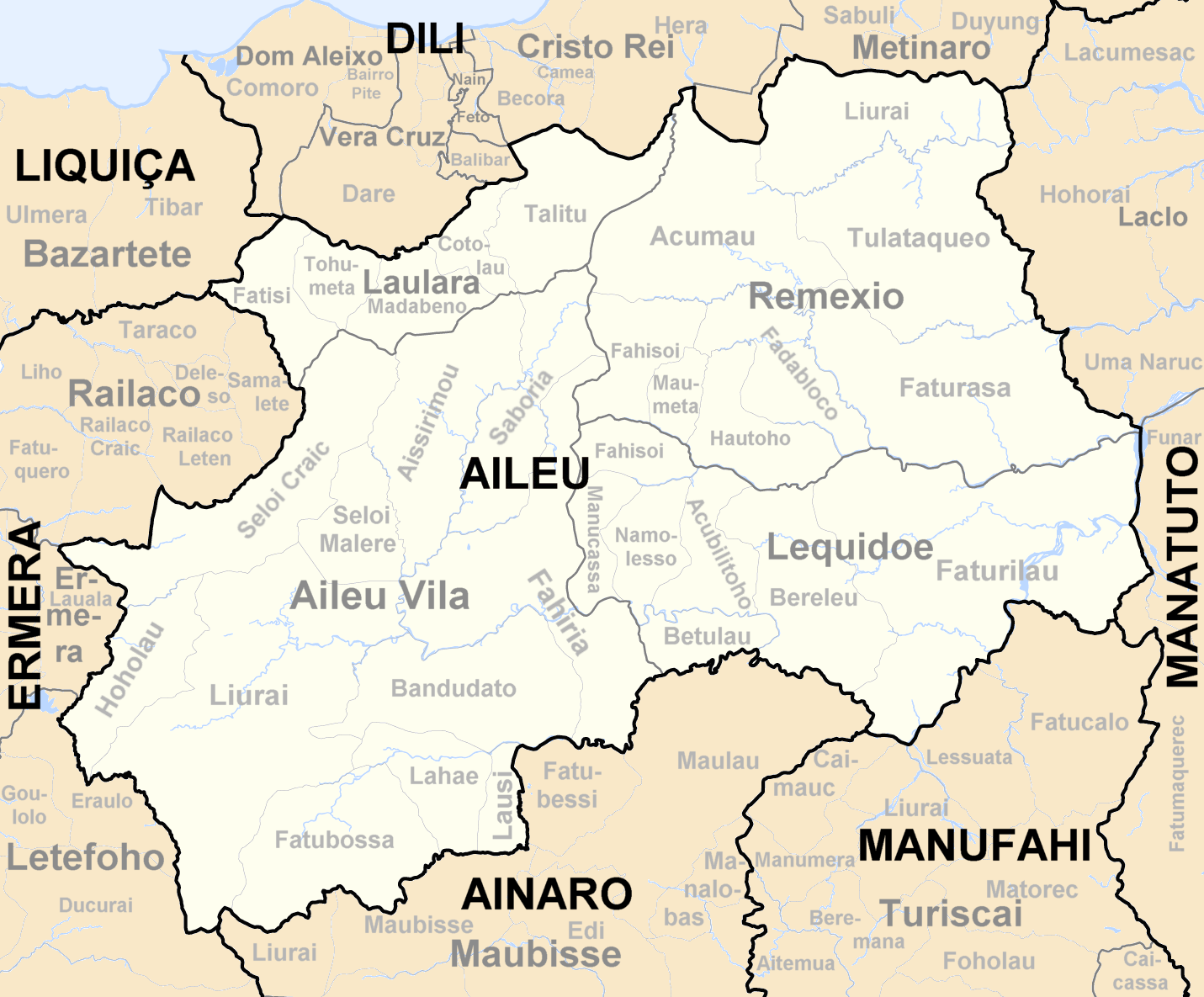
Sucos de Aileu

É composto por 11 sucos:
- Suco Aisirimou
- Suco Bandudatu
- Suco Fahiria
- Suco Fatubosa
- Suco Hoholau
- Suco Lahae
- Suco Lausi
- Suco Liurai
- Suco Malere
- Suco Saboria
- Suco Seloi Kraik